# Гвинтівка Colt-Burgess
Гвинтівка Colt-Burgess, також мала назву гвинтівка 1883 Burgess або просто гвинтівка Burgess, важільна магазинна гвинтівка виробництва Colt's Patent Firearms Manufacturing Company з 1883 по 1885 роки. Гвинтівка Burgess стала єдиним виходом Кольта на ринок важільних гвинтівок для створення конкуренції лінійці популярних гвинтівок виробництва Winchester Repeating Arms Company.  Гвинтівка 1883 Burgess була розроблена і запатентована Ендрю Берджессом, американським зброярем-конструктором та фотографом, який продав конструкцію Кольту.

## Опис
Гвинтівка Colt-Burgess схожа за конструкцією на важільні гвинтівки Вінчестера, наприклад Winchester Model 1873. Її випускали у двох варіантах під набій .44-40 Winchester: у версії гвинтівки зі стволом довжиною 650 мм та у версії карабіна зі стволом довжиною 510 мм. Гвинтівка мала восьмикутні, напів-восьмикутні та круглі стволи, найбільше було випущено гвинтівок з восьмикутними стволами. Під стволом було розташовано трубчастий магазин, як і у інших важільних гвинтівках, на 15 набоїв у версії гвинтівки або на 12 набоїв у версії карабіну. Ствольна коробка гвинтівки Burgess менша за ствольну коробку Winchester 1873, що зменшило вагу зброї. Хоча УСМ схожий на Winchester 1873, її конструкція вважається більш міцною. В УСМ використано колінчасто-важільну систему для замикання затвора. Подовження важеля заряджання є нижньою частиною колінчастого важеля; верхня частина колінчастого важеля приєднана до затвора. На ствольній коробці розташовано ковзний порт для заряджання набоїв у магазин; у Вінчестера для цієї мети використано відкидний порт. Гвинтівка Burgess мала синє або коричневе воронування ствола, синє воронування ствольної коробки, загартовані курок та важіль й горіхову ложу. Сучасні репродукції гвинтівки Burgess також мають загартовані рами.

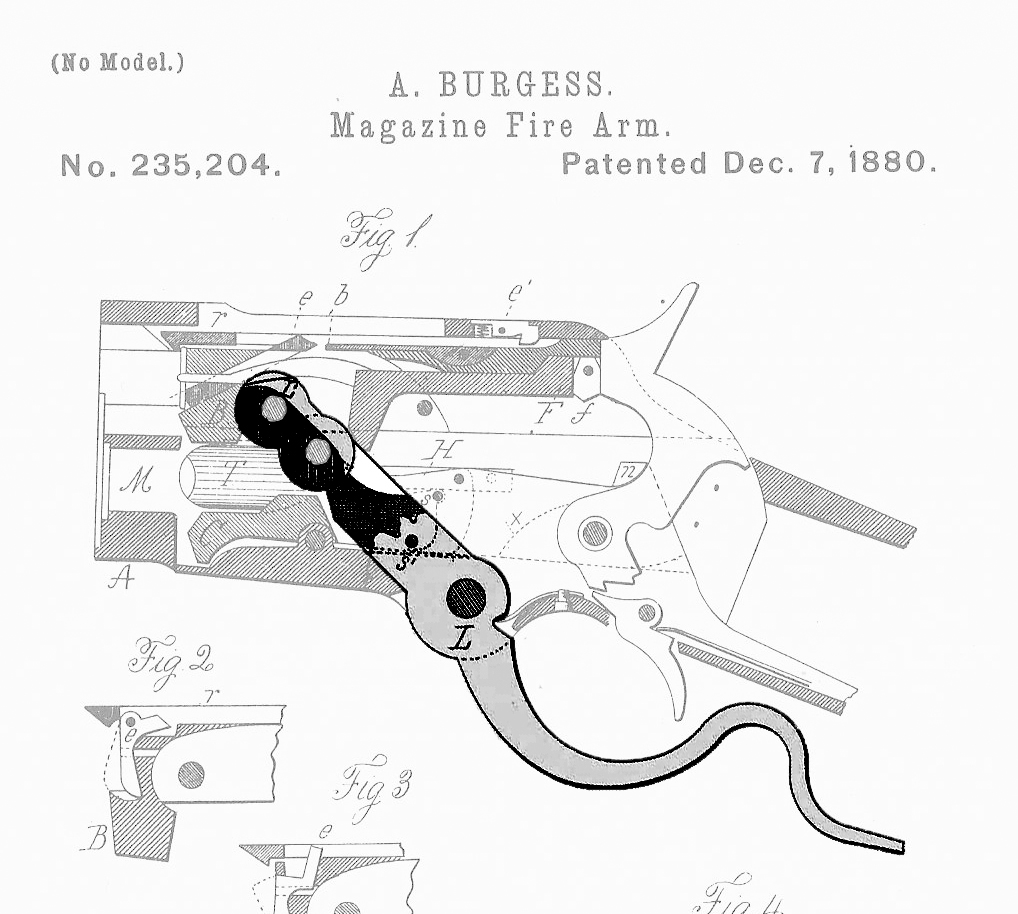
Колінчасто-важільна система Colt Burgess

## Виробництво
Хоча Кольт переважно був виробником популярних револьверів, наприклад Colt Single Action Army, у 1880-х роках компанія почала пошук шляхів виходу на ринок гвинтівок для конкуренції Вінчестеру. У 1882 році Кольт підписав контракт з Ендрю Берджессом на розробку важільної гвинтівки і у липні 1883 році було розпочато виробництво нової гвинтівки. Гвинтівку Colt-Burgess випускали шістнадцять місяців, загальна кількість становила 6403 одиниці. Приблизно 60% з них були випущені у варіанті гвинтівки. У порівнянні з виробничими показниками гвинтівки Winchester 1873, гвинтівка Colt-Burgess зазнала невдачі як серйозний конкурент Вінчестеру. З1873 по 1919 роки, Вінчестер випустив 720610 гвинтівок Модель 1873 або в середньому більше 15,000 штук на рік.
Коротка історія виробництва Colt-Burgess викликала безліч спекуляцій щодо причини її зняття з виробництва. За легендою, почувши, що Кольт виходить на ринок важільних гвинтівок, Вінчестер почав розробку прототипу револьвера щоб конкурувати з Кольтом на ринку револьверів. Потім Кольт з Вінчестером уклали "джентльменську угоду", за якою Кольт припинив виробництво гвинтівки Burgess, а Вінчестер припинив розробку револьвера. Правдивість цієї історії ніколи не була доведена, а тому реальна причина короткочасного випуску гвинтівки Burgess не відома.
Зараз виробництвом реплік гвинтівки та карабіна Burgess займається італійський виробник Uberti. Їх випускають під набій .45 Colt.